# لات (قزوین)
لات (قزوین)، روستایی از توابع بخش رودبار الموت غربی شهرستان قزوین در استان قزوین ایران است.

## جمعیت
این روستا در دهستان دستجرد قرار دارد و براساس سرشماری مرکز آمار ایران در سال ۱۳۸۵، جمعیت آن ۳۰۰ نفر (۸۹خانوار) بوده‌است.